# 양억관
양억관(梁億寬, 1956년 ~ )은 대한민국의 일본어 번역가이다. 경희대학교 국어국문학과와 동 대학원을 졸업하였고, 일본 아시아 대학교 경제학부에서 일본사회사상사를 전공하였다. 이후 히가시노 게이고, 무라카미 류, 무라카미 하루키 등의 유명 일본 작가들의 대표작들을 번역하여 유명해졌다.
배우자는 같은 일문학 번역가인 김난주이다.

## 저작
- 가네시로 가즈키 작품
  - 플라이, 대디, 플라이(북폴리오)

- 무라카미 류 작품
  - 69(작가정신)
  - 공생충(이상북스)
  - 달콤한 악마가 내 안으로 들어왔다(작가정신)
  - 최후의 가족(이상북스)
  - 코인로커 베이비스(북스토리)
  - 타나토스(이상북스)
  - 한없이 투명에 가까운 블루(이상북스)
  - 희망의 나라로 엑소더스(이상북스)

- 무라카미 하루키 작품
  - 노르웨이의 숲(민음사)
  - 색채가 없는 다자키 쓰쿠루와 그가 순례를 떠난 해(민음사)
  - 언더그라운드(문학동네)

- 미야베 미유키 작품
  - 모방범(문학동네)
  - 스텝파더 스텝(작가정신)

- 아사다 지로 작품
  - 사고루 기담(문학동네)
  - 프리즌 호텔(문학동네)

- 오쿠다 히데오 작품
  - 한밤중에 행진(재인)

- 후카마치 아키오 작품
  - 갈증(잔)

- 히가시노 게이고 작품
  - 새벽 거리에서(재인)
  - 탐정 클럽(노블마인)
  - 탐정 갈릴레오 시리즈(재인)
    - 갈릴레오의 고뇌
    - 예지몽
    - 용의자 X의 헌신
    - 탐정 갈릴레오

- 무한도시 no,6(아사노 아츠코, 까멜레옹)
- 세상의 끝, 혹은 시작(우타노 쇼고, 한즈미디어)
- 조제와 호랑이와 물고기들(다나베 세이코, 작가정신)